# Sapromyza plantaris
Sapromyza plantaris är en tvåvingeart som beskrevs av Thomson 1869. Sapromyza plantaris ingår i släktet Sapromyza och familjen lövflugor.
Artens utbredningsområde är Uruguay. Inga underarter finns listade i Catalogue of Life.